# مجرم (فیلم ۲۰۰۶)
مجرم (انگلیسی: Criminal) فیلمی بنگالی است.